# زاكاري بورنس
زاكاري بورنس (بالإنجليزية: Zachary Burns)‏ هو مجدف أمريكي، ولد في 25 ديسمبر 1996 في آن آربر في الولايات المتحدة.

## وصلات خارجية
- زاكاري بورنس على موقع الاتحاد الدولي للتجديف (الإنجليزية)